# Barefoot in Baltimore
Barefoot in Baltimore - сингл американской психоделик-поп группы Strawberry Alarm Clock, вышедший в августе 1968 года на лейбле UNI records.

## История
Песня была записана в середине 1968 года и издана на альбоме The World In a Seashell, причем это был единственный сингл с альбома, попавший в чарты. Песня была перезаписана в 2012 году и издана на альбоме Wake Up Where You Are. Исполнялась на концертах, но не очень часто.

## Участники записи
- Ли Фриман - вокал, гитара
- Эд Кинг - гитара, бэк-вокал
- Марк Вейц - клавишные
- Джордж Баннелл - бас-гитара, бэк-вокал
- Рэнди Сеол - ударные, перкуссия, бэк-вокал
- Продюсер - Фрэнк Слей, Билл Холмс